# Unió del Poble Navarrès
La Unió del Poble Navarrès (en castellà: Unión del Pueblo Navarro, i en euskera: Nafar Herriaren Batasuna) és un partit navarrès regionalista situat a la dreta de l'espectre polític. Es va fusionar amb el PP de Navarra, ja que des de 1982 concorrien juntament a les eleccions i des de 1991 assumeix l'única marca electoral de la dreta navarresa. Tenia 7.000 afiliats el 2008, quan va trencar la seva relació amb el Partit Popular, el qual va crear el Partit Popular de Navarra. Després de la ruptura, els principals dirigents de la UPN han mantingut la possibilitat d'arribar a acords puntuals en el futur amb el PP.

## Història
Aquest partit polític d'ideologia conservadora va ser fundat el 3 de gener de 1979 per Jesús Aizpún, José Ángel Zubiaur, María Isabel Berian, Ignacio Javier Gómara, Ramón Echeverría, Feliciano Aramendía i Javier Chourraut. Dos mesos després es van celebrar les Eleccions Generals de 1979, eleccions en les quals va obtenir 28.248 vots (un 0,16%) i un escó en el Parlament, ocupat per Jesús Aizpún. Un mes després, en les eleccions forals van aconseguir arribar als 40.764 vots i 13 escons (de 70), 3 alcaldes i 46 regidors.
La UPN s'autodefineix com a "navarrista" i es caracteritza per la seva oposició a la incorporació de Navarra al País Basc, defensa l'exclusivitat de Navarra, enfront d'Euskadi, com la defensa de mantenir la zonificació lingüística actual, el que en aquest aspecte li ha ocasionat múltiples crítiques dels sectors procedents del "navarrisme basquista", el nacionalisme basc i diversos organismes i associacions culturals així com la Comissió de Llengües Minoritàries de la Unió Europea
El 1983, amb la desaparició d'UCD ingressaren dues terceres parts dels òrgans directius d'aquest partit a la UPN. El 1987, obté l'ajuntament de Pamplona per primera vegada en la persona de Javier Chourraut. En 1991, signa un pacte de col·laboració institucional amb el PP i la UPN el representaria a les eleccions a nivell estatal i integrant-se en el "Grup parlamentari popular", restant com a partit diferenciat en l'àmbit autonòmic. El 1995, el llavors President del Govern de Navarra per la UPN, Juan Cruz Alli, l'abandonà i crea un propi, Convergència de Demòcrates de Navarra (CDN), amb el qual forma el Govern de Navarra tripartit juntament amb el PSN, EA i Esquerra Unida de Navarra, encara que l'any següent, Javier Otano, president socialista, es veu involucrat en el cas Urralburu i Miguel Sanz Sesma de la UPN és investit president, sent sempre des de llavors el més votat.
A les últimes eleccions generals celebrades a Navarra (2004) va obtenir el suport del 37,6% dels vots emesos. Des de fa anys la UPN ha sol·licitat modificar la Constitució per a derogar la seva Disposició transitòria quarta relativa a una possible unificació amb el País Basc. Amb relació a aquest tema el seu president va manifestar: "Cal suprimir aquest precepte perquè si el dia de demà els navarresos entren en demència i es tornen bojos, poden engegar a rodar la identitat del vell Regne" argument que posteriorment va reiterar  Arxivat 2007-09-27 a Wayback Machine..

## Resultats electorals

### Parlament de Navarra
| Any  | Líder           | Vots        | %           | Escons  | +/– | Govern             |
| ---- | --------------- | ----------- | ----------- | ------- | --- | ------------------ |
| 1979 | Jesús Aizpún    | 40,764      | 15.99 (#3)  | 13 / 70 | —   | Oposició           |
| 1983 | Balbino Bados   | 62,072      | 23.34 (#2)  | 13 / 50 | =   | Oposició           |
| 1987 | Juan Cruz Alli  | 69,419      | 24.50 (#2)  | 14 / 50 | 1   | Oposició           |
| 1991 | Juan Cruz Alli  | 96,005      | 34.95 (#1)  | 20 / 50 | 6   | Minoria            |
| 1995 | Miguel Sanz     | 93,163      | 31.35 (#1)  | 17 / 50 | 3   | Oposició (1995–96) |
| 1995 | Miguel Sanz     | 93,163      | 31.35 (#1)  | 17 / 50 | 3   | Minoria (1996–99)  |
| 1999 | Miguel Sanz     | 125,497     | 41.37 (#1)  | 22 / 50 | 5   | Minoria            |
| 2003 | Miguel Sanz     | 127,460     | 41.48 (#1)  | 23 / 50 | 1   | Coalició           |
| 2007 | Miguel Sanz     | 139,122     | 42.19 (#1)  | 22 / 50 | 1   | Coalició (2007–09) |
| 2007 | Miguel Sanz     | 139,122     | 42.19 (#1)  | 22 / 50 | 1   | Minoria (2009–11)  |
| 2011 | Yolanda Barcina | 111,474     | 34.48 (#1)  | 19 / 50 | 3   | Coalició (2011–12) |
| 2011 | Yolanda Barcina | 111,474     | 34.48 (#1)  | 19 / 50 | 3   | Minoria (2012–15)  |
| 2015 | Javier Esparza  | 92,705      | 27.44 (#1)  | 15 / 50 | 4   | Oposició           |
| 2019 | Javier Esparza  | Dins de NA+ | Dins de NA+ | 15 / 50 | =   | Oposició           |
| 2023 | Javier Esparza  | 92,392      | 28.00 (#1)  | 15 / 50 | =   | Oposició           |

### Corts Generals
| Any       | Navarra               | Navarra               | Navarra | Navarra  | Navarra | Navarra  | Navarra |
| Any       | Congrés               | Congrés               | Congrés | Congrés  | Congrés | Senat    | Senat   |
| Any       | Vots                  | %                     | #       | Diputats | +/–     | Senadors | +/–     |
| --------- | --------------------- | --------------------- | ------- | -------- | ------- | -------- | ------- |
| 1979      | 28,248                | 11.17%                | 3r      | 1 / 5    | —       | 0 / 4    | —       |
| 1982      | Coalició UPN-AP-PDP   | Coalició UPN-AP-PDP   | 2n      | 2 / 5    | 1       | 1 / 4    | 1       |
| 1986      | Dins Coalició Popular | Dins Coalició Popular | 2n      | 2 / 5    | =       | 1 / 4    | =       |
| 1989      | Coalició UPN-PPN      | Coalició UPN-PPN      | 1r      | 3 / 5    | 1       | 3 / 4    | 2       |
| 1993      | Coalició UPN-PPN      | Coalició UPN-PPN      | 1r      | 3 / 5    | =       | 3 / 4    | =       |
| 1996      | Coalició UPN-PPN      | Coalició UPN-PPN      | 1r      | 2 / 5    | 1       | 3 / 4    | =       |
| 2000      | Coalició UPN-PPN      | Coalició UPN-PPN      | 1r      | 3 / 5    | 1       | 3 / 4    | =       |
| 2004      | Coalició UPN-PPN      | Coalició UPN-PPN      | 1r      | 2 / 5    | 1       | 3 / 4    | =       |
| 2008      | Coalició UPN-PPN      | Coalició UPN-PPN      | 1r      | 2 / 5    | =       | 3 / 4    | =       |
| 2011      | Coalició UPN-PPN      | Coalició UPN-PPN      | 1r      | 1 / 5    | 1       | 2 / 4    | 1       |
| 2015      | Coalició UPN-PPN      | Coalició UPN-PPN      | 1r      | 2 / 5    | 1       | 1 / 4    | 1       |
| 2016      | Coalició UPN-PPN      | Coalició UPN-PPN      | 1r      | 2 / 5    | =       | 1 / 4    | =       |
| 2019 (I)  | Dins de NA+           | Dins de NA+           | 1r      | 2 / 5    | =       | 1 / 4    | =       |
| 2019 (II) | Dins de NA+           | Dins de NA+           | 1r      | 2 / 5    | =       | 1 / 4    | =       |
| 2023      | 51,764                | 15.27%                | 4t      | 1 / 5    | 1       | 1 / 4    | =       |

## Presidents
- Javier Gómara 1979-1985
- Jesús Aizpún Tuero 1985-1997
- Miguel Sanz Sesma 1997-2011
- Yolanda Barcina Angulo 2011-2015
- Javier Esparza 2015-actualitat